# Papa Gelasio II
Gelasio II, nato Giovanni Coniuolo o Giovanni di Gaetano o Giovanni di Gaeta (Gaeta, 1060 circa – Abbazia di Cluny, 29 gennaio 1119), è stato il 161º papa della Chiesa cattolica dal 1118 alla sua morte. È talvolta citato come santo, con la ricorrenza in data 29 gennaio, ma non risulta sia mai stato ufficialmente canonizzato.

## Biografia
Giovanni apparteneva alla famiglia Coniuolo, originaria di Gaeta (da cui prese il nome), nella ramo pisano della famiglia Caetani.

### Monaco benedettino

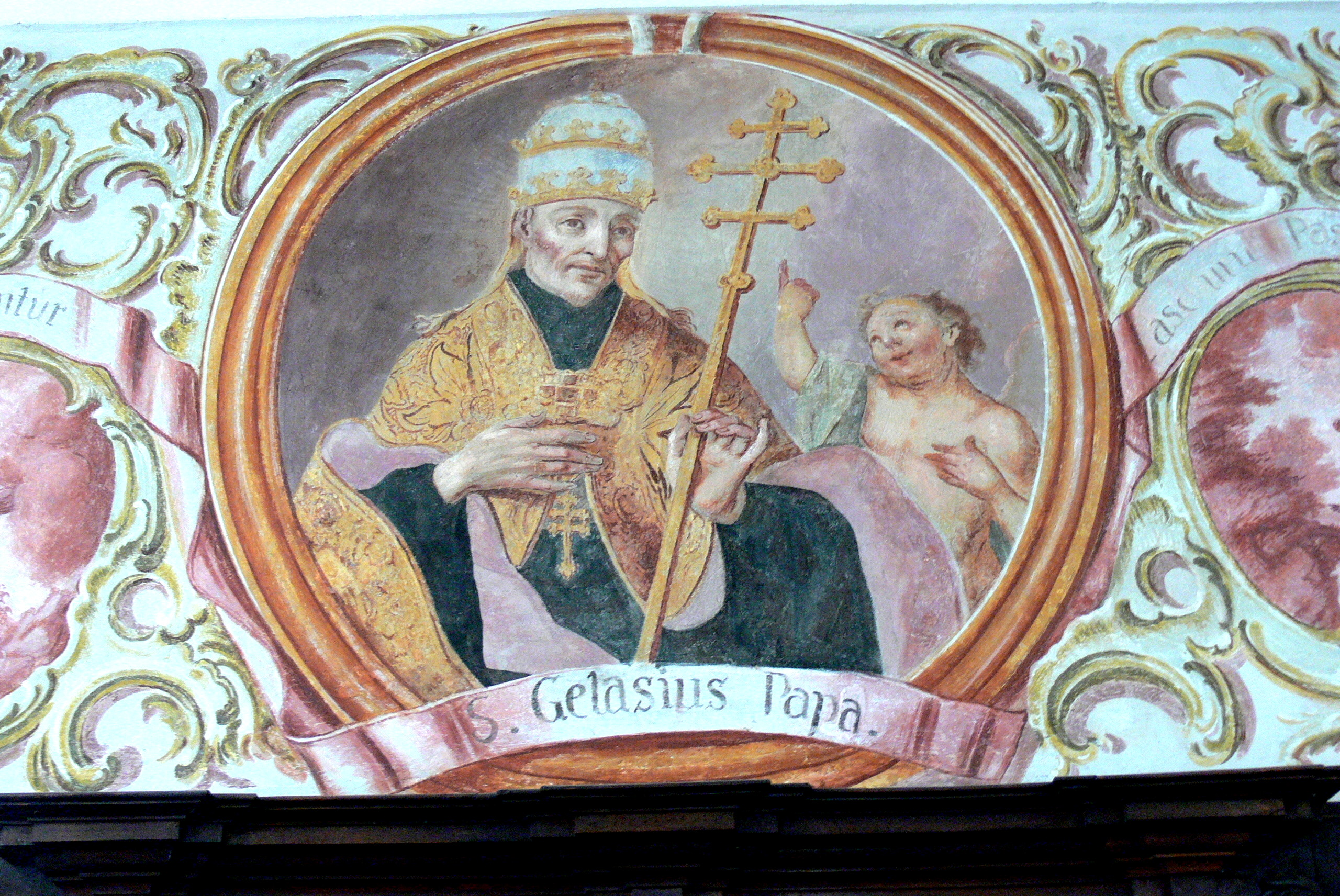
Papa Gelasio II in un affresco nella chiesa di Sant'Agostino a Rattenberg

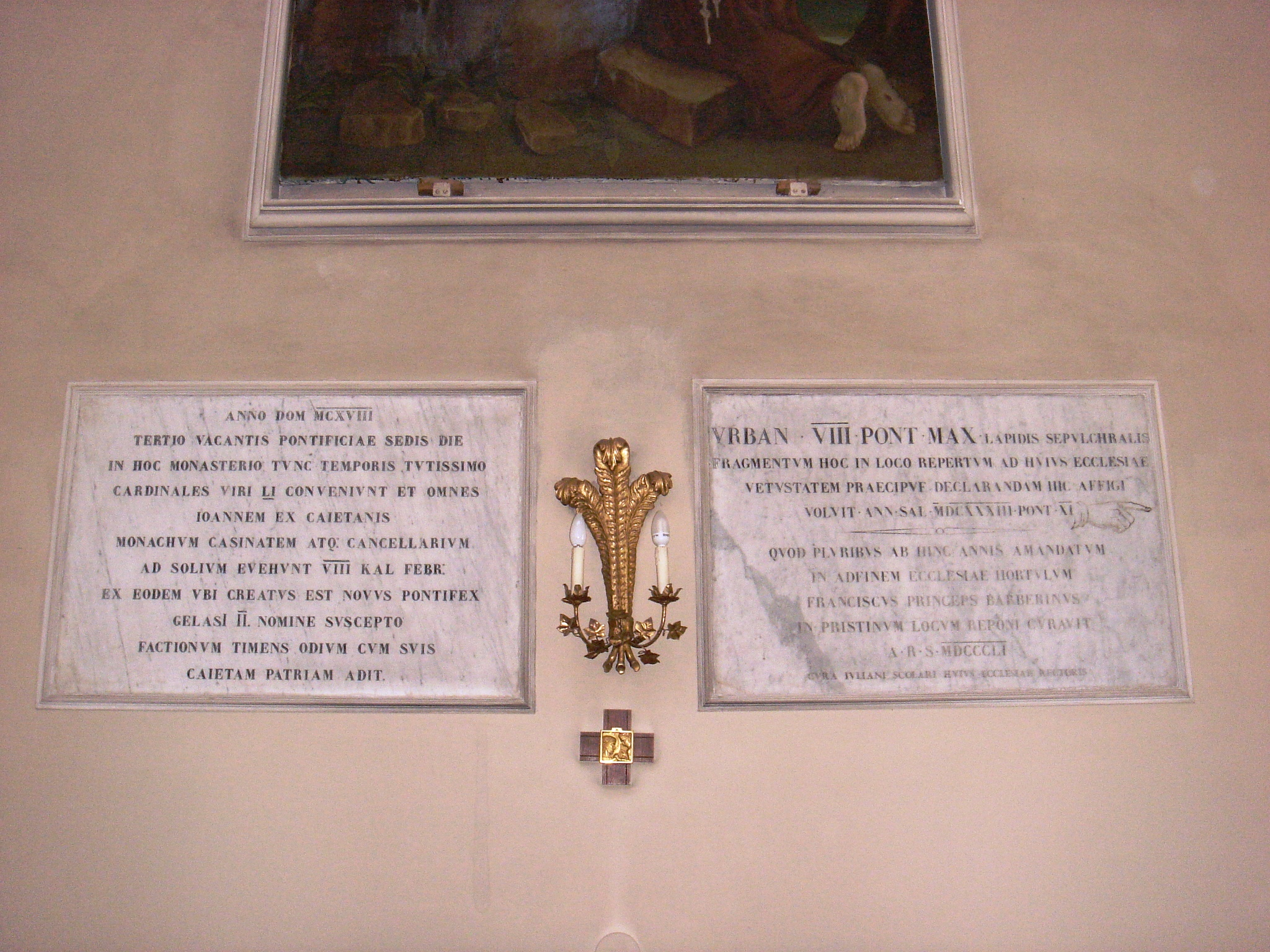
Targa murata a San Sebastiano al Palatino in memoria dell'elezione di Gelasio II

Nato a Gaeta, tra il 1060 e il 1064, Giovanni divenne monaco benedettino di Montecassino, dove fu cancelliere e bibliotecario.
Data la sua eloquenza e la profonda conoscenza delle lettere latine, ricevette la nomina di cancelliere della Chiesa di Roma da papa Gregorio VII. Fu poi creato cardinale diacono di Santa Maria in Cosmedin dallo stesso Gregorio VII nel 1082 (o dal successore papa Urbano II nel 1088). Si era in piena lotta per le investiture tra papato e impero.
Ai suoi tempi il cursus leoninus era usato saltuariamente nella stesura dei documenti pontifici. Si tratta di uno stile particolare di scrittura, in cui una frase era in rima con la precedente (cursus significa infatti prosa ritmata). Papa Leone I (440-461) aveva raggiunto livelli elevatissimi e il suo stile era diventato un modello per i posteri (leoninus deriva dal suo nome). Per ottenere questo effetto era necessaria una grande ricercatezza verbale. Giovanni incrementò notevolmente questo stile di scrittura. Anche durante questo periodo continuò a risiedere nell'abbazia di Montecassino. Prima di diventare papa, avrebbe scritto una vita di Sant'Erasmo di Formia, ma l'attribuzione non è storicamente provata.

### Il pontificato

#### Lo scontro con la fazione filo-imperiale
Mentre papa Pasquale II in Castel Sant'Angelo moriva il 21 gennaio 1118, Roma era sconvolta da tumulti e scontri tra le fazioni filo-imperiali capeggiate dalla famiglia Frangipane e quelle filo-papaline. Si decise di riunire il collegio cardinalizio in un luogo nascosto e difficile da attaccare. Giovanni fu il primo papa a essere eletto cum clave ("sotto chiave"), ossia in un luogo chiuso al pubblico, nel monastero romano di San Sebastiano sul Palatino il 24 gennaio 1118. L'elezione papale avvenne all'unanimità.
La famiglia Frangipane osteggiò apertamente l'elezione. Era favorevole alle tesi dell'Impero, che intendeva porre sotto il proprio controllo le gerarchie ecclesiastiche presenti nei propri territori. Sul trono sedeva Enrico V di Franconia. Poco dopo l'elezione i filo-imperiali guidati da Cencio Frangipane riuscirono a entrare nel monastero nonostante fosse fortificato. Presero Gelasio e lo trascinarono fuori con la forza. Lo percossero a sangue e lo fecero prigioniero, mentre il resto della soldataglia continuava a infierire contro i cardinali ivi presenti.

Dopo aver fatto arrestare il Papa, Cencio Frangipane lo fece rinchiudere in catene dentro una sua torre sul Palatino , da dove il Pontefice venne subito liberato grazie ad una sollevazione popolare dei Romani. Papa Gelasio, uomo mite, perdonò il suo carceriere e a Roma si festeggiò l'avvenimento.

#### Lo scontro con l'imperatore
L'imperatore Enrico V, chiamato a Roma dai Frangipane, partì immediatamente e vi giunse nella notte del 2 marzo 1118. Non riuscendo a ottenere dal Pontefice né la conferma dei privilegi concessigli dal predecessore Pasquale II nel 1111 (Iuramentum Sutrinum), né l'incoronazione in San Pietro dichiarò nulla la sua elezione e fece eleggere al suo posto Burdino, arcivescovo di Braga, che prese il nome di Gregorio VIII (10 marzo 1118). Dopo Clemente III, Teodorico, Alberto e Silvestro IV, era il quinto antipapa in trent'anni.
Le truppe fedeli a Gregorio occuparono Roma. Gelasio II trovò rifugio nel Castello di Ardea (38 km a sud dell'Urbe). Poi si diresse prima a Terracina e poi a Gaeta, che accolse trionfalmente il suo concittadino. Qui Gelasio, presiedendo un sinodo di vescovi, scomunicò Enrico V e l'antipapa. Quando l'imperatore tornò in Germania Gelasio, sotto la protezione dei Normanni, poté ritornare a Roma.
In giugno ripresero le intemperanze della fazione pro-imperatore: l'episodio più grave fu quello commesso dai Frangipane, i quali assalirono il Papa mentre celebrava la Messa nella Basilica di Santa Prassede con lancio di sassi seguita da una grande mischia. Ciò spinse Gelasio II ad andare ancora una volta in esilio, questa volta a Benevento.

#### L'esilio in Francia
Il 2 settembre 1118 il pontefice decise di lasciare Benevento e partire via mare per la Francia, dove sapeva di poter ricevere protezione. Fu aiutato a fuggire dal cardinale Ugone da Alatri che, caricandoselo sulle spalle in quanto il Pontefice era ormai anziano e malandato, lo accompagnò a riva e lo portò nel castello di San Paolo e Sant'Andrea. Fu sventato il tentativo dell'imperatore di distruggere le galee papali.

Il Papa raggiunse per mare le città di Pisa, Portovenere e Genova, dove consacrò di persona rispettivamente la cattedrale di Pisa (iniziata nel 1064), la Chiesa di San Pietro e la cattedrale di Genova.
Arrivò a Marsiglia in ottobre. Venne ricevuto con grandi onori ad Avignone, Montpellier, Valence e Vienne.
In quest'ultima cittadina il papa tenne un sinodo nel gennaio 1119. Gelasio accettò l'ospitalità del monastero di Cluny.
Il pontefice stava progettando di tenere un nuovo Concilio ecumenico in marzo per appianare la controversia sulle investiture, quando si ammalò gravemente. Il 29 gennaio 1119 morì per una pleurite, dopo solo un anno e cinque giorni di regno. Venne sepolto nella stessa Abbazia.
Prima di morire consigliò ai cardinali, vescovi e monaci presenti di eleggere come suo successore il vescovo Cunone di Palestrina, ma quest'ultimo, non sentendosi all'altezza del compito, rifiutò. Così venne eletto come suo successore l'arcivescovo francese Guido di Borgogna, che il 9 febbraio 1119 fu consacrato Papa con il nome di Callisto II.

### Concistori per la creazione di nuovi cardinali
Papa Gelasio II durante il suo pontificato ha creato 3 cardinali nel corso di 2 distinti concistori.

## Genealogia episcopale e successione apostolica
La genealogia episcopale è:
- Papa Onorio II
- Papa Gelasio II

La successione apostolica è:
- Vescovo Pedro de Librana (1118)

## Culto
Non risulta sia mai stato avviato un processo di canonizzazione per papa Gelasio II (si sa che la causa venne perorata, ma cadde nel vuoto), né il suo nome appare nel martirologio romano o tra le liste dei santi proclamati dai papi prima dell'istituzione della Congregazione dei riti; tuttavia, è onorato come beato nei calendari dell'ordine benedettino, e viene ricordato come santo in liste individuali e repertori agiografici, che ne fissano la memoria liturgica il giorno 29 gennaio.